# 姆丰迪州

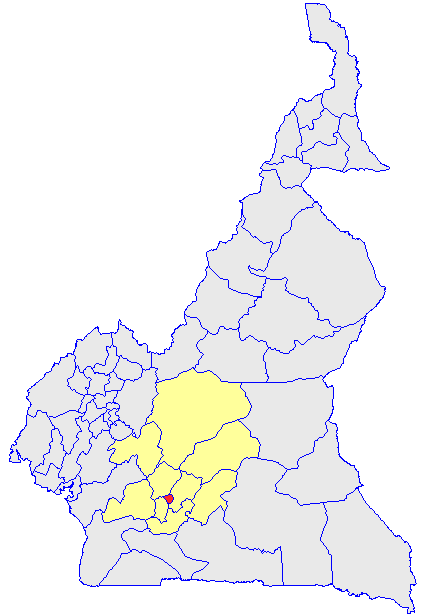

姆丰迪州（法語：Mfoundi）是喀麥隆的58個州份之一，位於該國中部，由中部區負責管轄，東面是梅富-阿凡巴州，面積297平方公里，2001年人口1,881,876，人口密度每平方公里6,336.3人。